# كينيث د. تايلور
كينيث دوغلاس «كين» تايلور (5 أكتوبر 1934 - 15 أكتوبر 2015) دبلوماسي ومعلم ورجل أعمال كندي اشتهر لدوره في عملية طفرة كندا السرية عام 1979 عندما كان السفير الكندي إلى إيران. بالتعاون مع وكالة المخابرات المركزية الأمريكية ساعد تايلور ستة أمريكيين للهرب من إيران خلال أزمة الرهائن في إيران عن طريق شراء جوازات سفر كندية للأميركيين لخداع الحرس الثوري الإيراني مدعين أنهم طاقم تصوير كندي. قبل الهروب قضى الأمريكيون ستة أسابيع مختبئين في منزلي تايلور ودبلوماسي كندي آخر يدعى جون شيرداون.
أدى غوردون بينسنت دور تايلور في الفيلم التلفزيوني الكندي عام 1981: الهروب من إيران: الطفرة الكندية الذي استعرض دراميا كيفية قصة تغطية هذه العملية. في عام 2012 قام الفيلم الأمريكي آرغو بالتركيز أكثر على دور وكالة المخابرات المركزية حيث قام بتؤدية دور تايلور الممثل الكندي فيكتور جاربر.

## النشأة والتعليم
ولد تايلور في كالغاري. حصل على شهادة البكالوريوس من كلية فيكتوريا في جامعة تورنتو وماجستير إدارة الأعمال من جامعة كاليفورنيا (بركلي). كان شقيق الإخوة سيغما تشي وتم تكريمه في وقت لاحق بوسام سيجما تشي الأعلى.

## أزمة رهائن إيران
غزا طلاب إيرانيون السفارة الأمريكية في طهران في 4 نوفمبر 1979. خلال أعمال الشغب تمكن ست أمريكيين من الفرار. اختبئوا لمدة أربعة أيام قبل الوصول إلى السفارة الكندية حيث التقوا تايلور الذي ابتكر خطة لاخراجهم من إيران بأمان. في 20 يناير 1981 تم الإفراج عن 52 رهينة أمريكية من إيران وتم ترحيلهم إلى الولايات المتحدة بعد أن أمضوا 444 يوما في الأسر.
تايلور لعب دورا حاسما في توفير المعلومات الاستخباراتية حول أزمة الرهائن إلى وكالات الاستخبارات الكندية والأمريكية. يقال أنه ساعد قوة دلتا في المحاولة الفاشلة للإنقاذ المسمى عملية مخلب النسر. تايلور لم يؤكد الأمر. خططت وكالة الاستخبارات المركزية لإنقاذ الدبلوماسيين الذين كانوا يختبئون في السفارة الكندية وذلك في بيان قاله الرئيس الأمريكي الأسبق جيمي كارتر عن العملية في عام 1986. ومع ذلك ترددت كندا تاريخيا في الاعتراف بتعاونها مع وكالات الاستخبارات الأجنبية للولايات المتحدة مما يجعل من الصعب قياس مدى تورط الاستخبارات الكندية وعما إذا كان تايلور تصرف من تلقاء نفسه أو كان يتبع المخطط.
في عام 1981 انتج فيلم تلفزيوني عن الأحداث بعنوان الهروب من إيران: القفزة الكندية. في عام 2012 انتج بن أفليك ولعب دور البطولة في فيلم بعنوان آرغو المقتبس من كتاب: سيد الإخفاء لتوني منديز عميل وكالة المخابرات المركزية الذي شارك في الخطة. بعد مشاهدة الفيلم في مهرجان تورونتو السينمائي الدولي عام 2012 انهالت الانتقادات على صناع الفيلم بأنهم اهملوا ظلما مشاركة الحكومة الكندية وتايلور على وجه الخصوص في عملية الهروب. شملت الانتقادات تأليف العديد من الأحداث الخيالية لأسباب درامية وكذلك نص يشير إلى أن وكالة الاستخبارات المركزية سمحت لتايلور الإشادة به فقط لأغراض سياسية مما يعني أنه لا يستحق الجوائز التي تلقاها. أشار أفليك: «الفيلم يقوم على قصة حقيقية ولكنه ليس بالضبط القصة الحقيقية فنحن نسمح لأنفسنا ببعض الرخصة الدرامية للإضافة وهذا هو روح الحق». ومع ذلك لم يرد أفليك تغيير النص التالي: «إن تورط وكالة الاستخبارات المركزية يعود لاستكمال جهود السفارة الكندية لتحرير الست أشخاص في طهران. حتى يومنا هذا فإن القصة تقف كنموذج دائم للتعاون الدولي بين الحكومات». تم ادراج لقطات إخبارية تاريخية لمناقشة دور كندا في الإنقاذ أيضا قرب نهاية الفيلم. قال تايلور نفسه أن الفيلم كان «ممتع ومثير وذا صلة وانتج في الوقت المناسب» لكنه أشار إلى أن «كندا لم تقف مكتوفة الأيدي وهي تشاهد الأحداث من حولها. لقد كانت وكالة المخابرات المركزية شريكا صغيرا».

## السنوات الأخيرة والوفاة
بعد عودته من إيران عين تايلور الكندي قنصل عام لمدينة نيويورك. في عام 1980 حصل على وسام كندا مع زوجته بات وغيرهم من الموظفين الكنديين المشاركين في الهروب ومنحه كذلك الكونغرس ميدالية الولايات المتحدة الذهبية في نفس العام.
عاد إلى جامعة تورنتو لعدة سنوات كمستشار لكلية فيكتوريا.
ترك تايلور الخدمة الخارجية في عام 1984 وشغل منصب النائب الأول لرئيس نابيسكو من 1984 إلى 1989.
كان مؤسس ورئيس مجلس إدارة شركة تايلور وريان للاستشارات العامة.
انتقل تايلور إلى الولايات المتحدة وعاش في مدينة نيويورك حتى وفاته عن عمر يناهز الحادية والثمانين في 15 أكتوبر 2015. توفي تايلور في مستشفى نيويورك برسبيتاريان حيث كان يتعالج على مدى الأشهر القليلة الماضية عن المرحلة الرابعة من سرطان قولوني مستقيمي. عقدت مراسم جنازة تايلور في كنيسة تيموثي إيتون التذكارية في تورونتو في 27 أكتوبر 2015.